# Boliwia na zimowych igrzyskach olimpijskich
Reprezentacja Boliwii na zimowych igrzyskach olimpijskich po raz pierwszy wystartowała podczas igrzysk w Cortinie d'Ampezzo w 1956 roku. Jak dotąd nie zdobyli oni żadnego medalu.

## Medaliści zimowych igrzysk olimpijskich pochodzący z Boliwii

### Złote medale
Brak

### Srebrne medale
Brak

### Brązowe medale
Brak